# Федард
Федард (на английски: Fethard; на ирландски: Fiodh Ard) е село в централната южна част на Ирландия, провинция Мънстър, на графство Типърари. Разположен е около река Клашоули на 13 km северно от административния център на южната част на графство Типърари град Клонмел. Населението на селото е 1374 жители от преброяването през 2006 г. 